# چایان (رزن)
چایان (رزن) روستایی از توابع بخش سردرود شهرستان رزن در استان همدان قرار دارد و براساس سرشماری مرکز آمار ایران در سال ۱۳۹۵، جمعیت آن ۹۷۵ نفر بوده‌است.
این روستا دارای چند چشمه جوشان به نام های باباحاضر بولاغی یوخاری بولاغ قدرت بولاغی و... میباشد.کشاورزان روستا از اب این چشمه ها برای آبیاری باغات و مزارع خود استفاده میکنند.شغل اصلی مردم روستا کشاورزی دامداری و گچکاری میباشد.غالب کشت روستا گندم و جو است.جوانان سخت کوش  روستا به علت عدم وجود کار در شهرستان وحتی استان به شهر های دیگر استانها مانند تهران،کرج،کرمانشاه،شیراز،سمنان،قم،شهربابک،کرمان،ابادان و بندر عباس سفر و اکثرا نقل مکان میکنند.بیشترین تعداد جوانان روستا در شهربابک استان کرمان ساکن میباشند.شغل جوانان روستا گچکاری میباشد که در کار خود توانایی های زیادی دارند و جزء بهترین های گچکاری در ایران هستند.این روستا دارای دو مسجد می باشد 1مسجد جامع (بویوک مسجد) 2 مسجد اباعبدالله الحسین (ع) که در روستا با نام (بالا مسجد شناخته میشود)که باعث تشکیل دو دسته عزاداری در ماه محرم میشود در این روستا امامزاده ای بین روستاهای چایان و پیله جین وجود دارد که با نام امامزاده اسماعیل(ع) یا به نام محلی (باباحاضر)شناخته میشود.
ویرایش:یاسررستمی اهور

## امکانات
این روستا دارای سیستم آب رسانی استاندارد و همچنین یک مرکز خدمات جامع سلامت می‌باشد.